# Принцкер, Борис Абрамович
Борис Абрамович Прицкер (17 мая 1910, Киев — 15 июля 1992, Киев, УССР) — украинский советский архитектор.

## Биография
Борис Абрамович Прицкер родился в Киеве в семье ремесленника. Окончил Киевский инженерно-строительный институт в 1934 году. После окончания института работал архитектором на строительстве поселка ДВРЗ. 
В июне 1941 года пошёл на фронт, где был командиром роты сапёрного батальона на Калининском, Ленинградском и 2 Прибалтийском фронтах. Находился на военной службе до 1946 года, после чего работал в архитектурной мастерской управления санаториев ВЦСПС. С 1950 года – главный архитектор проектов в «Киевоблпроекте». 
Лауреат Премии Совета Министров СССР (за проекты планирования и застройки села Кодаки). Вышел на пенсию в 1973 году, однако и дальше был членом архитектурно-художественного совета при Управлении Главного архитектора города Киева.

## Основные работы
- Застройка главной площади в Переславле-Залесском (1953—1954, совместно с А. М. Грищенко, И. Л. Заславским и др.)
- Планировка и застройка села Кодаки, Киевская область (1965—1970, первая очередь)
- Дом престарелых и инвалидов, Киев (1970-е гг.)
- Дом культуры, Киев (1970-е гг.)[1]